# Tuc des Armèros
El Tuc des Armèros és una muntanya de 2.534 metres que es troba al municipi de Vielha e Mijaran, a la comarca de la Vall d'Aran.
Aquest cim està inclòs al llistat dels 100 cims de la FEEC